# Укладка (кукла)

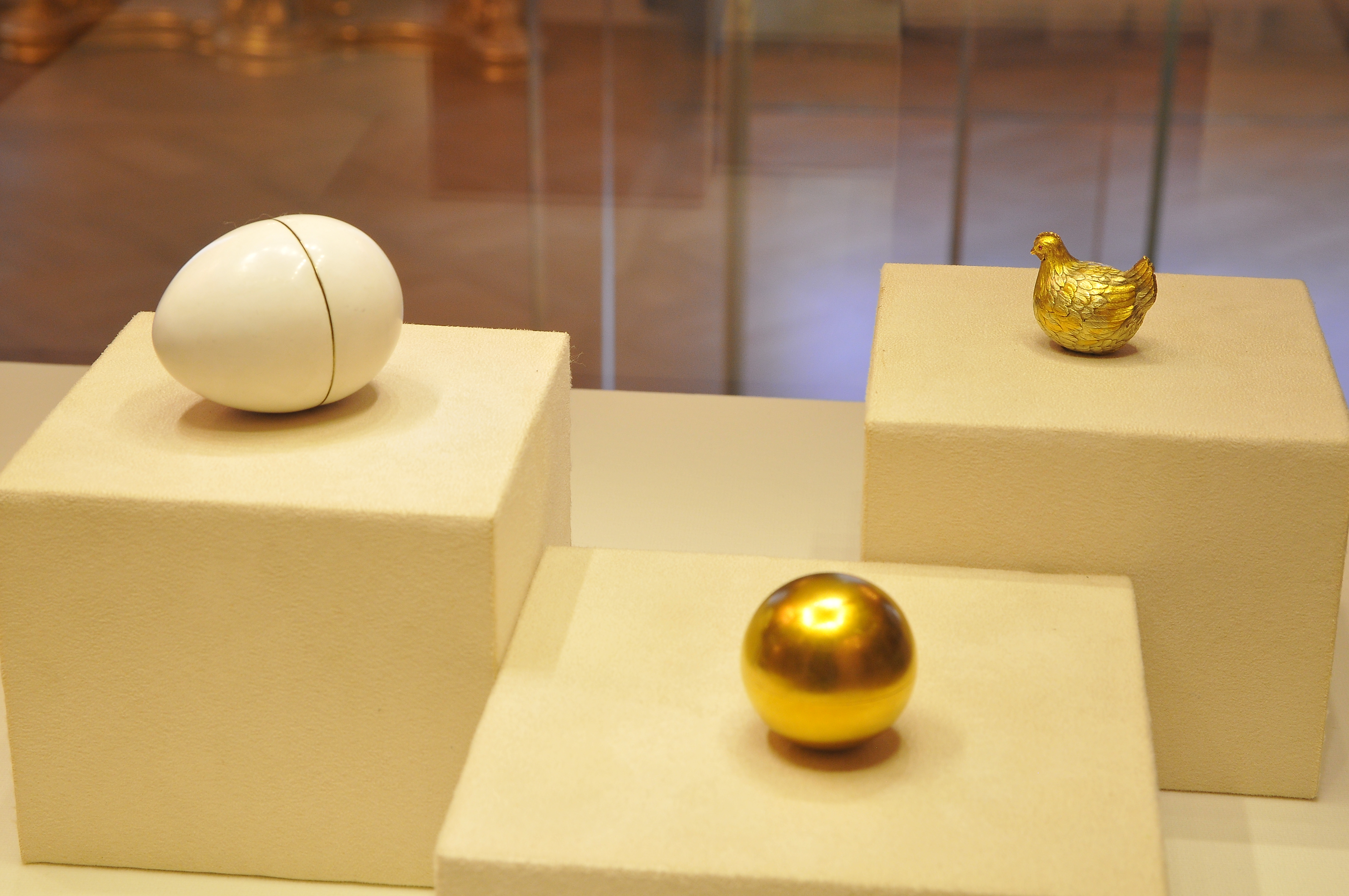
«Курочка» — первое в серии из пятидесяти двух императорских пасхальных яиц, изготовленных фирмой Карла Фаберже для русской императорской семьи, 1885

Укладка — кукла (игрушка) в состав которой входит нескольких пустотелых фигурок, размещающихся во внутренних полостях друг друга. Считается, что многоместные игрушки возникли около 1000 года в Китае в период империи Сун (960—1279) и состояли из помещаемых друг в друга коробочек. С XVIII века в Китае стали создавать деревянные куклы-укладки. Куклы-коробы попали в Европу в XVIII веке, где получили большую популярность. Эта традиция прижилась в Японии, где появились основанные на их принципе куклы наруко-кокэси и «сити-Фукурокудзю». По мнению некоторых исследователей, именно на основе формы последних в России в 1890-е годы появилась матрёшка. Кроме игровой составляющей они имели и функциональное значение: внутри такой игрушки можно было поместить какие-либо ценности, небольшие детские игрушки (фигурки рыцарей, дам, животных, птиц) и т. д. Дешёвые укладки имели популярность на российских ярмарках XIX века — начала XX века. Знаменитые пасхальные яйца Фаберже также ведут происхождение от укладок. 